# NGC 6660
NGC 6660 este o galaxie situată în constelația Hercule. A fost descoperită în 6 iunie 1864 de către Albert Marth. Se află la o distanță de 63,78 de megaparseci de Pământ.